# Peperomia delicatula
Peperomia delicatula là một loài thực vật có hoa trong họ Hồ tiêu. Loài này được Henschen miêu tả khoa học đầu tiên năm 1873.